# Oto (Iliade)
Oto (in greco antico: Ὦτος?, Ôtos) è un personaggio della mitologia greca, un capo epeo di Cillene citato nell'Iliade nel libro XV il Contrattacco dalle navi (XV, v. 518-519).

## Mitologia
Oto fu ucciso da Polidamante nell'azione bellica descritta nel libro XV dell'Iliade. 
()